# مقاطعة مسجد سليمان
مقاطعة مسجد سليمان (بالفارسية: شهرستان مسجد سليمان) هي إحدى مقاطعات إيران وتقع في محافظة خوزستان. مدينة مسجد سليمان هي عاصمة هذه المقاطعة. حسب إحصاءات المركز الرسمي للإحصاءات الإيرانية في 2006 كان يسكن مقاطعة مسجد سليمان 117,796 شخص وكان عدد المساكن 24,776 مسكن. تنقسم هذه المقاطعة بلدتان: البلدة المركزية وبلدة غلغير. للمقاطعة مدينة واحدة وهي مسجد سليمان.